# Hladno pivo
A Hladno pivo (Hideg sör) horvát punkegyüttes. Tagjai: Zoran Subasic-Zoki, Kresimir Sokec-Soki, Mladen Subasic-Suba, Mile Kekin és Milko Deda. Volt tagok: Stipe, Hadzo és Teti.
1988-ban alakultak meg Zágrábban. Zok, Stipe, Hadzo, Teti és Mile alapították meg a zenekart. Eredetileg feldolgozásokat játszottak, főleg a külföldi "nagyoktól", például AC/DC, Motörhead, Ramones, Rolling Stones, Sex Pistols, Beatles. Horvát együttesektől is játszottak feldolgozásokat, például Azra, Zabranjeno pušenje és Električni orgazam. Később kezdtek el punkzenét előadni. Legelső koncertjüket megalakulásuk évében, 1988-ban tartották. Először egy hat dalból álló demót adtak ki, majd 1989-ben Stipe kiszállt a zenekarból. A többiek meg bevonultak katonai szolgálatba. Miután visszatértek 1990-ben, újból elkezdtek dalokat írni.
Többször turnéztak is, nyitózenekarként is szolgáltak már a KUD Idijoti és a Ramones előtt. Pályafutásuk alatt 8 nagylemezt dobtak piacra. A Hladno pivo fennállásuk alatt áttért az alternatív rock és a reggae műfajokra is, amelyet a rajongók nem néztek jó szemmel.

## Diszkográfia

### Stúdióalbumok
- Dzinovski (1993)
- G.A.D. (1995)
- Desetka (1997)
- Pobjeda (1999)
- Samar (2003)
- Knijga zalbe (2007)
- Svijet glamura (2011)
- Dani zatvorenih vrata (2015)

### Egyéb kiadványok
- Istocno od Gajnica (2000, koncertalbum)